# حفصة بكري
حفصة بكري العمراني (من مواليد 1948) شاعرة وكاتبة مغربية.
صدرت لها مجموعة قصصية بعنوان "جلابيات" عام 2001. كما صدرت لها مجموعة قصائد شعرية؛ واحدة بعنوان "حنان وأضواء أخرى Tendresse et autres lumières" وأخرى بعنوان "بريق حياة Sparks of Life" عن دار نشر عيني بنايي بـالدار البيضاء عام 2004.
وقد وجهت إليها دعوة للإقامة في إنجلترا خلال فترة إقامة (الفن-المملكة المتحدة-الكتابة على الحائط) في منطقة سور هادريان حيث كان يقيم مواطنون مغاربة في أوائل القرن الثاني الميلادي. ونشرت مذكراتها لتلك الفترة على شبكة الإنترنت تحت عنوان «بربر في سولواي: مذكرات شاعرة مغربية» "Berbers in Solway: Journal of a Moroccan poet".
في عام 2009، نشرت «نداء هاجر» في «النساء يكتبن أفريقيا، المنطقة الجنوبية» (دار نشر النسوية، نيويورك). وهي عضو في مركز الدراسات والأبحاث حول البحر المتوسط ودائرة شهرزاد. كما ترشحت لجائزة النساء المغربيات للتوجيه والشبكات لعام 2012.